# 64-й истребительный авиационный корпус
64-й истребительный авиационный корпус (64 иак) — соединение военно-воздушных сил (ВВС) и противовоздушной обороны (ПВО) Вооружённых Сил (ВС) СССР, принимавшее участие в Корейской войне (1950—1953). В составе корпуса находились все советские лётные и зенитные части, задействованные на корейском театре военных действий.

## История соединения

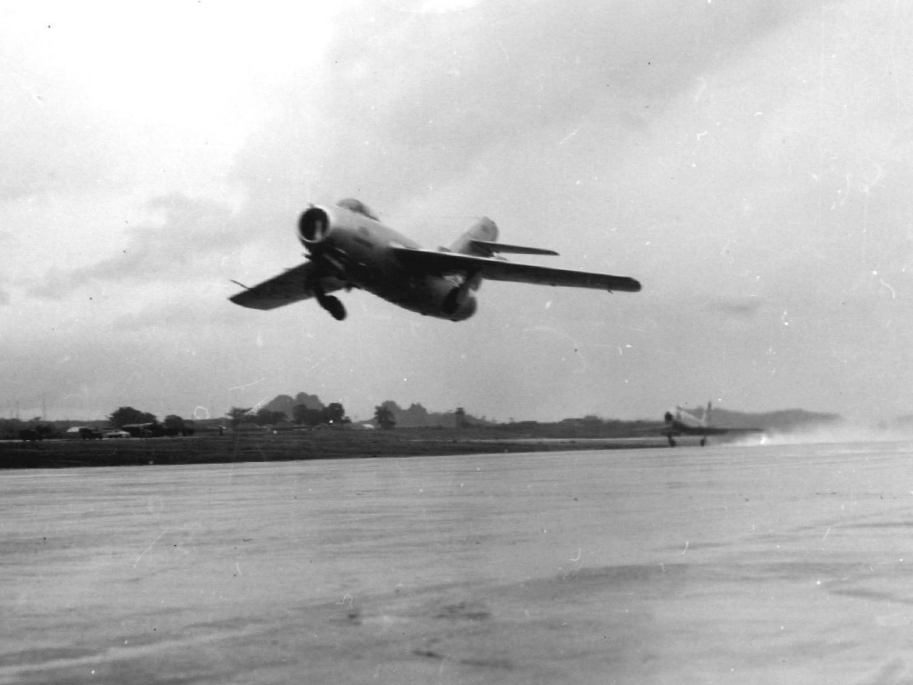
МиГ-15

Советская боевая авиация была направлена в Китай ещё в начале 1950 года для защиты района Шанхая от налётов ВВС Гоминьдана. С началом Корейской войны территория Китая стала периодически подвергаться налётам американской авиации. Когда Китай вступил в войну в октябре 1950 года, на советскую авиацию была возложена задача прикрытия китайских войск и тыловых коммуникаций от действий штурмовой и бомбардировочной авиации ООН (главным образом ВС США). Первый боевой вылет советские лётчики совершили 1 ноября. К этому времени в Северо-Восточном Китае были сосредоточены три истребительные авиадивизии СССР, которые 27 ноября были объединены в 64-й истребительный авиакорпус.. Изначально он входил в состав Оперативной группы советских ВВС на территории Китая, а в ноябре 1951 года был включён в Объединённую воздушную армию (в составе которой также действовали корейские и китайские лётные части).
В задачи авиакорпуса входило обеспечение прикрытия мостов и Супхунской ГЭС на реке Ялуцзян (пограничная река между Кореей и Китаем), военных и экономических объектов на территории КНДР, а также тыловых коммуникаций китайских и корейских войск. Помимо этого, лётчики авиакорпуса участвовали в подготовке лётчиков ВВС Китая и Северной Кореи. Основным боевым самолётом корпуса был истребитель МиГ-15.
По окончании боевых действий корпус перебазировался в Петрозаводск и вошёл в состав 22-й воздушной армии.

## Командиры корпуса
| Звание                    | Имя                       | Период                  | Примечание                                               |
| ------------------------- | ------------------------- | ----------------------- | -------------------------------------------------------- |
| Генерал-майор авиации     | Иван Васильевич Белов     | 14.11.1950 — 17.09.1951 |                                                          |
| Генерал-майор авиации     | Георгий Агеевич Лобов     | 18.09.1951 — 25.04.1953 |                                                          |
| Генерал-лейтенант авиации | Сидор Васильевич Слюсарев | 25.04.1953 — 12.05.1955 | активные боевые действия продолжались до 27 июля 1953 г. |

## Базирование корпуса
- Штаб корпуса — г. Мукден (КНР) / г. Аньдун (КНР), с сентября 1953 года — Петрозаводск.
- Основные аэродромы находились на территории КНР: Мукден, Аньшан, Аньдун / Мяогоу

## Состав
Состав корпуса был непостоянным. За время войны через него прошли 12 истребительных авиадивизий, 2 отдельных ночных истребительных авиаполка, 2 истребительных авиаполка ВМФ, 4 зенитно-артиллерийские дивизии и различные тыловые части. Численность корпуса на 1952 год составляла около 26 000 человек; на 1 ноября того же года в боевых подразделениях был 321 самолёт
Участие Советского Союза в войне было секретным, поэтому лётчикам было запрещено приближаться к линии фронта и летать над морем. Самолёты несли китайские опознавательные знаки, лётчикам была выдана китайская форма и китайские документы. На раннем этапе действий корпуса от лётчиков также требовалось не говорить во время вылетов по-русски; им пришлось учить необходимые в воздушном бою корейские фразы, однако уже после первых боёв это требование было снято из-за его практической невыполнимости. Сам факт участия советских лётчиков в войне был обнародован в СССР только в 1970—1980-е годы. По свидетельству одного из ветеранов, в 1980-е годы им были выданы удостоверения участников Великой Отечественной войны согласно секретному постановлению ЦК КПСС и Совета Министров СССР. Несмотря на всю секретность, лётчики авиации ООН были прекрасно осведомлены о том, кто является их противником.

### Авиационные части корпуса

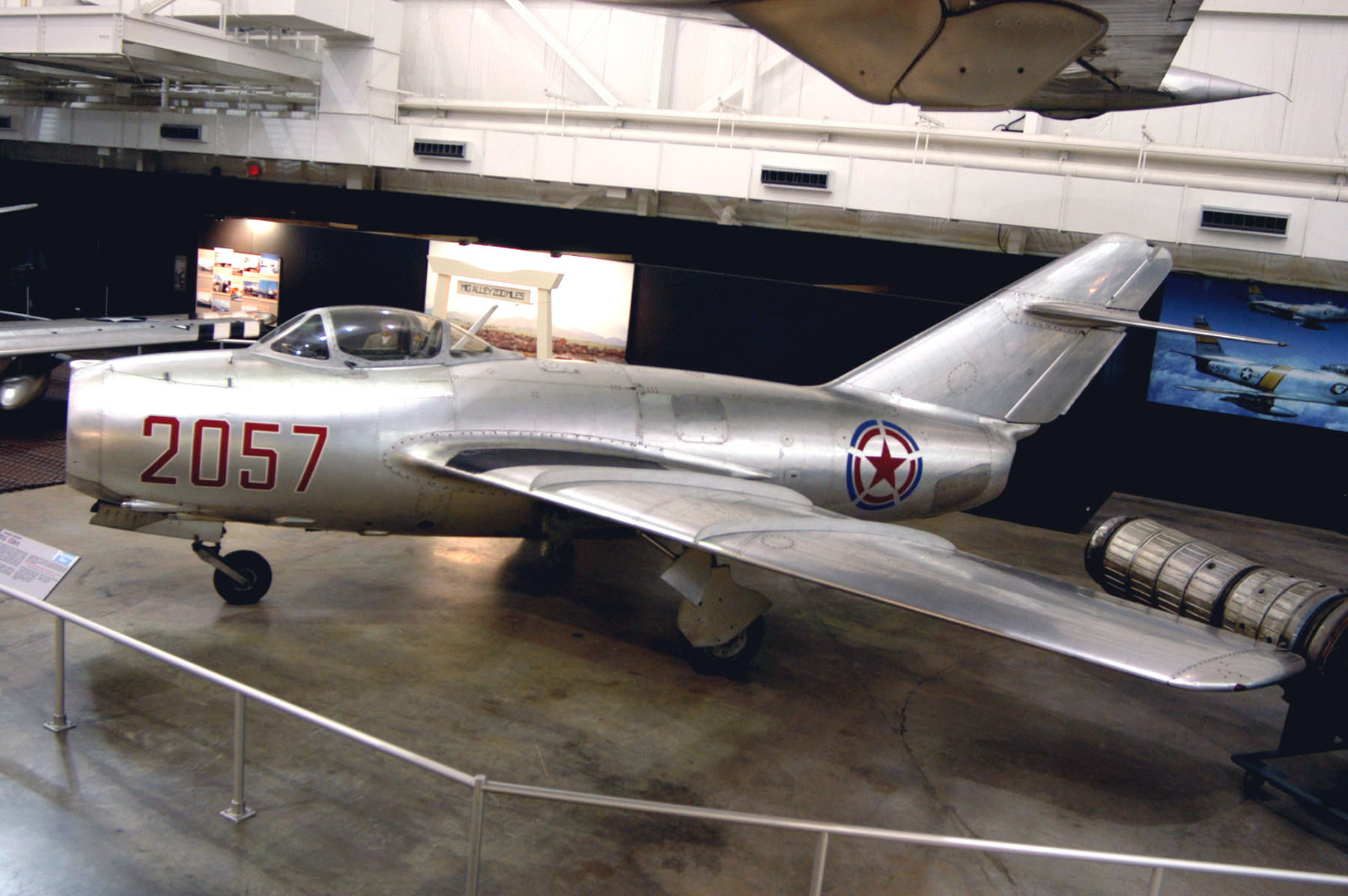
МиГ-15бис в американском музее. Самолёт имеет опознавательные знаки ВВС Северной Кореи.

Основу 64-го авиакорпуса с 27 ноября 1950 г. по март 1951 г. составили три дивизии:
- 28-я истребительная авиационная дивизия[6]
  - 67-й истребительный авиационный полк
  - 139-й гвардейский истребительный авиационный полк
- 50-я истребительная авиационная дивизия
  - 29-й гвардейский истребительный авиационный полк
  - 177-й истребительный авиационный полк
  - 7-й истребительный авиационный полк ВВС НОАК (оперативное подчинение)
- 151-я гвардейская истребительная авиационная дивизия
  - 28-й гвардейский истребительный авиационный полк
  - 72-й гвардейский истребительный авиационный полк

Формирование 50-й иад и переброска 151-й гвардейской истребительной авиационной дивизии производилась за счёт ресурсов ВВС Московского ВО и 67-го истребительного авиационного корпуса (ВВС ДВО). Боевую поддержку в первый период оказывали также части 149-й иад (3-й, 18-й, 582-й иап) 55-го отдельного истребительного авиационного корпуса ПВО генерал-майора П. Ф. Батицкого (Приморский ВО).
Первой военной весной их сменили (на период февраль 1951 — февраль 1952 гг.)
- 303-я Смоленская Краснознамённая истребительная авиационная дивизия
  - 17-й истребительный авиационный полк
  - 18-й гвардейский истребительный авиационный полк
  - 523-й истребительный авиационный полк
- 324-я Свирская Краснознамённая истребительная авиационная дивизия
  - 176-й гвардейский истребительный авиационный полк
  - 196-й истребительный авиационный полк
- 351-й истребительный авиационный полк из состава 106-й истребительной авиационной дивизии Шанхайской группы войск — принимал участие как отдельный ночной иап на самолётах Ла-11 и (с февраля 1952 г.) МиГ-15: с 23 июня 1951 года по 18 февраля 1953 года.
- 97-я истребительная авиационная дивизия ПВО
  - 16-й истребительный авиационный полк ПВО
  - 148-й гвардейский истребительный авиационный полк ПВО
- 190-я Полоцкая Краснознамённая истребительная авиационная дивизия
  - 256-й истребительный авиационный полк
  - 494-й истребительный авиационный полк
  - 821-й истребительный авиационный полк

В июле 1952 г. в небе Кореи появились новые части:
- 32-я Краснознамённая истребительная авиационная дивизия
  - 224-й истребительный авиационный полк
  - 535-й истребительный авиационный полк
  - 913-й истребительный авиационный полк
- 133-я истребительная авиационная дивизия
  - 147-й гвардейский Специального назначения истребительный авиационный полк
  - 415-й истребительный авиационный полк
  - 726-й истребительный авиационный полк
  - 578-й истребительный авиационный полк ВВС ТОФ (оперативное подчинение)
- 216-я Гомельская истребительная авиационная дивизия ПВО
  - 518-й истребительный авиационный полк
  - 676-й истребительный авиационный полк
  - 878-й истребительный авиационный полк
  - 781-й истребительный авиационный полк ВВС ТОФ (оперативно подчинён)

В феврале 1953 г. произошла смена ночных истребительных авиационных полков: 351-й истребительный авиационный полк был заменён на 298-й истребительный авиационный полк (15.02.1953 — 27.07.1953)
Последними в Корею отправились (июль 1953 г.)
- 37-я истребительная авиационная дивизия
  - 236-й истребительный авиационный полк (1950)
  - 282-й истребительный авиационный полк (1950)
  - 940-й истребительный авиационный полк
- 100-я истребительная авиационная дивизия ПВО
  - 9-й гвардейский истребительный авиационный полк
  - 731-й истребительный авиационный полк
  - 735-й истребительный авиационный полк

### Части ПВО и обеспечения корпуса
- 28-я зенитная артиллерийская дивизия (п-к Ангелов; январь 1953 г. — до конца)
  - 503-й зенитный артиллерийский полк (п/п-к Клецко);
  - 505-й зенитный артиллерийский полк (п/п-к Н. Ф. Шандрюк);
  - 507-й зенитный артиллерийский полк (п/п-к Самойлов).
- 35-я зенитная артиллерийская дивизия (январь 1953 г. — до конца)
  - 508-й зенитный артиллерийский полк;
  - 513-й зенитный артиллерийский полк.
- 87-я зенитная артиллерийская дивизия (п-к А. И. Варлыго; март 1951 — январь 1953 гг.)
  - 151-й зенитный артиллерийский полк (п/п-к Быстров);
  - 1777-й зенитный артиллерийский полк (п/п-к Н. Ф. Медянцев).
- 92-я зенитная артиллерийская дивизия (март 1951 — январь 1953 гг.)
  - 666-й зенитный артиллерийский полк;
  - 667-й зенитный артиллерийский полк.
- 16-я авиационно-техническая дивизия (п-к В. С. Зайцев; июль 1953 — декабрь 1954 гг.)
  - 180-й ОБАТО;
  - 277-й ОБАТО;
  - 838-й ОБАТО;
  - 854-й ОБАТО;
  - 859-й ОБАТО.
- 18-я авиационно-техническая дивизия (п-к М. П. Миронович; июнь 1951 — июль 1953 гг.)
- 10-й отдельный зенитно-прожекторный полк (п-к Е. А. Беленко; март 1951 — февраль 1953 гг.)
- 20-й отдельный зенитно-прожекторный полк (п-к Агапов; январь 1953 — декабрь 1954 гг.)
  - 65-й ОДРСО-подразделение АИР;
  - 61-я зенитно-прожекторная рота.
- 1406-й госпиталь инфекционных болезней (п-к А. Горелик)
- 8-й мобильный военный полевой госпиталь
  - 534-й отдел радиографии;
  - 70-й отдельный дезинфекционный взвод;
  - 99-й отдельный дезинфекционный взвод;
  - 18-й отряд профилактики чумы;
  - 357-я санитарно-противоэпидемиологическая лаборатория.
- 81-я отдельная рота связи (ноябрь 1950 — апрель 1953 гг.)
- 727-й отдельный батальон связи (апрель 1953 — декабрь 1954 гг.)
- 133-й отдельный радиотехнический батальон (апрель 1953 — декабрь 1954 гг.)
- 61-я отдельная радиотехническая рота (радионавигация; апрель 1953 — декабрь 1954 гг.)
- 114-й радиотехнический полк ОСНАЗ

Зенитно-артиллерийские дивизии имели различные типы оснащения. Так 87-я зенад имела 59 85-мм и 56 37-мм зенитных орудий; 92-я зенад — 96 85-мм и 84 37-мм зенитных орудий. Подразделения того времени имели следующую организацию: 4-х орудийные батареи и 12-орудийные дивизионы.

Каждый зенитно-прожекторный полк имел на оснащении 36 радиопрожекторных станций РАП-150. Полк состоял из 3-х прожекторных батальонов (3 прожекторные роты по 12 прожекторных станций в каждом). Прожекторный взвод имел на оснащении 2 РАП-150 и 2 зенитные прожекторные станции 3-15-3. В то же время прожекторный взвод, выделявшийся для обеспечения ночных боевых действий манёвренных батарей МЗА первоначально имел в своём составе по одной станции РАП-150 и по три станции 3-15-4. Практика боевой работы показала нецелесообразность использования станций РАП-150 при стрельбе по низко летящим целям, так как в условиях горной местности помехи наблюдались на всей дальности действия станции. Кроме того, невозможность корректировки радиолокаторов станций РАП-150 по углу места при частой смене позиций, недостаточная манёвренность станций и трудности её маскировки заставили отказаться от использования РАП-150 в манёвренных взводах.

## Итоги
За время своего участия в войне (ноябрь 1950 — июль 1953) лётчики 64-го авиакорпуса совершили около 64 000 боевых вылетов и провели 1872 воздушных боя. Согласно итоговым данным корпуса (несколько завышенным), всего было сбито около 1250 самолётов противника, в том числе 1100 самолётов было уничтожено истребителями группы и 150 — зенитной артиллерией. Собственные потери составили 335 самолётов, погибло не менее 120 пилотов и 68 зенитчиков.

## Герои Советского Союза, удостоенные звания за Корейскую войну
Основная статья: Список Героев Советского Союза - участников войны в Корее.
- Гесь Григорий Иванович, командир эскадрильи 176-го гвардейского истребительного авиационного полка 324-й истребительной авиационной дивизии 10 октября 1951 года Указом Президиума Верховного Совета СССР удостоен звания Герой Советского Союза. Золотая Звезда № 10871.
- Карелин Анатолий Михайлович, майор, заместитель командира по лётной подготовке — лётчик-инспектор по технике пилотирования 351-го отдельного ночного истребительного авиационного полка 64-го истребительного авиационного корпуса Указом Президиума Верховного Совета СССР от 14 июля 1953 года удостоен звания Героя Советского Союза. Золотая Звезда № 10832. Считается лучшим ночным асом, сбившем 6 самолётов ночью (5 стратегических бомбардировщиков В-29 и один самолёт-разведчик RB-29).
- Крамаренко Сергей Макарович, заместитель командира эскадрильи 176-го гвардейского истребительного авиационного полка 324-й истребительной авиационной дивизии 10 октября 1951 года Указом Президиума Верховного Совета СССР удостоен звания Герой Советского Союза. Золотая Звезда № 9283.
- Михин Михаил Иванович, майор, заместитель командира эскадрильи 518-го истребительного авиационного полка 216-й истребительной авиационной дивизии Указом Президиума Верховного Совета СССР от 14 июля 1953 года удостоен звания Герой Советского Союза. Золотая Звезда № 10834.
- Пепеляев Евгений Георгиевич, командир 196-го истребительного авиационного полка 324-й истребительной авиационной дивизии 22 апреля 1952 года Указом Президиума Верховного Совета СССР удостоен звания Герой Советского Союза. Золотая Звезда № 9290. Сбил 23 самолёта (официально зачтены 20).
- Пулов Григорий Иванович (1918—2005) — лётчик-истребитель, сбил 8 самолётов. Командир полка. (17-й истребительный авиационный полк, 303-я истребительная авиационная дивизия).
- Самойлов Дмитрий Александрович (1922—2012) — лётчик-истребитель, сбил 10 самолётов. (523-й истребительный авиационный полк, 303-я истребительная авиационная дивизия).
- Сморчков Александр Павлович (1919—1998) — лётчик-истребитель, сбил 13(1 в группе) самолётов. (18-й гвардейский истребительный авиационный полк, 303-я истребительная авиационная дивизия)
- Субботин Серафим Павлович, лётчик 176-го гвардейского истребительного авиационного полка 324-й истребительной авиационной дивизии 10 октября 1951 года Указом Президиума Верховного Совета СССР удостоен звания Герой Советского Союза. Золотая Звезда № 9289.
- Сутягин Николай Васильевич (1923—1986) — лётчик-истребитель, сбил 22 самолёта. Лучший ас-истребитель Корейской войны. Заместитель командира эскадрильи 17 иап. (17-й истребительный авиационный полк, 303-я истребительная авиационная дивизия).
- Щукин Лев Кириллович (1923—2009) — лётчик-истребитель, сбил 15 самолётов. (18-й гвардейский истребительный авиационный полк, 303-я истребительная авиационная дивизия)
- Бахаев Степан Антонович (1922—1995) — лётчик-истребитель, сбил 11 самолётов. (523-й истребительный авиационный полк, 303-я истребительная авиационная дивизия).
- Бойцов Аркадий Сергеевич (1923—2000) — лётчик-истребитель, сбил 6 самолётов. (16-й истребительный авиационный полк ПВО, 97-я истребительная авиационная дивизия).
- Докашенко Николай Григорьевич (1921—1992) — лётчик-истребитель, сбил 9 самолётов. (17-й истребительный авиационный полк, 303-я истребительная авиационная дивизия).
- Лобов Георгий Агеевич (1915—1994) — лётчик-истребитель, сбил 4 самолёта. Командир 64-го иак с октября 1951 года. (Ранее командир 303-й истребительной авиационной дивизии)
- Науменко Степан Иванович (1920—2004) — лётчик-истребитель, сбил 6 самолётов. (29-й гвардейский истребительный авиационный полк 50-я истребительная авиационная дивизия)
- Образцов Борис Александрович, старший лейтенант, лётчик 176-го гвардейского истребительного авиационного полка 324-й истребительной авиационной дивизии 10 октября 1951 года Указом Президиума Верховного Совета СССР удостоен звания Герой Советского Союза. Посмертно.
- Оськин Дмитрий Павлович (1919—2004) — лётчик-истребитель, сбил 15 самолётов. Затем командир 523 иап. (523-й истребительный авиационный полк, 303-я истребительная авиационная дивизия).
- Охай Григорий Ульянович (1919—2002) — лётчик-истребитель, сбил 11 самолётов. Заместитель командира 523 иап. (523-й истребительный авиационный полк, 303-я истребительная авиационная дивизия).
- Пономарёв Михаил Сергеевич (1920—2006) — лётчик-истребитель, сбил 10 самолётов. (17-й истребительный авиационный полк, 303-я истребительная авиационная дивизия).
- Шебанов Фёдор Акимович, старший лейтенант, старший лётчик 196-го истребительного авиационного полка 324-й истребительной авиационной дивизии 10 октября 1951 года Указом Президиума Верховного Совета СССР удостоен звания Герой Советского Союза. Посмертно.
- Стельмах Евгений Михайлович (1923—1951) — лётчик-истребитель, сбил 2 самолёта. Герой Советского Союза посмертно. (18-й гвардейский истребительный авиационный полк, 303-я истребительная авиационная дивизия)